# Аль-Масане (рудник)
Аль-Масане (рудник) — підприємство гірничорудної промисловості, яке працює на південному заході Саудівської Аравії.
Видобуток руди в районі Аль-Масане почався не менш ніж 1200 років тому. У наші часи з економічних причин гірнича активність не провадилась протягом кількох десятиліть, проте в 2012 році не почав роботу гірничозбагачувальний комбінат, що працює з цинково-мідними рудами родовищ Саада, Аль-Хоура та Мойєат (Moyeath).
Видобуток провадиться шахтним методом. Рудні тіла Саада та Аль-Хоура починаються на глибині 291 метр та складаються з лінз, до яких ведуть спіральні тунелі. Початкова річна потужність комбінату становить 0,8 млн тонн руди, а в 2024-му після залучення в розробку родовища Мойєат має зрости до 1,2 млн тонн.
У 2021 році комбінат виробив 22 тисячі тонн мідного концентрату, 42 тисячі тонн цинкового концентрату, 7 тисяч унцій золота та 106 тисяч унцій срібла. Станом на 2022 рік ці продукти забезпечували 38 %, 27 %, 34 % та 1 % виручки відповідно. Оскільки руда з Мойєат має більш високий вміст цинку, після початку розробки цього родовища видобуток цинку має зрости на 80 %.
Вивозять продукцію через розташований за понад чотири сотні кілометрів порт Джизан.
Проєкт реалізувала компанія Almasane Alkobra Mining (AMAK).